# 翼 (平原綾香の曲)
『翼』（つばさ）は、平原綾香の30枚目のシングル。NAYUTAWAVE RECORDSから2013年7月24日に発売された。

## 解説
シングルとしては前作『スマイル スマイル』より、約1年ぶりとなる。レコード会社ドリーミュージックからNAYUTAWAVE RECORDSへ移籍後、初のシングルとなる。

## 収録曲
1. 翼
作詞：松井五郎 / 作曲・編曲：星野純一
2. Precious Love
作詞：Miss-art / 作曲：WolfJunk、Miss-art / 編曲：WolfJunk
3. 翼 (instrumental)
4. Precious Love (instrumental)

## 楽曲の収録アルバム
翼
- 『What I am』

Precious Love
- 『What I am』